# Fasswein
Fasswein ist die Bezeichnung für Wein, der ohne eine Abfüllung in Flaschen vermarktet wird. 
Fasswein (Schweizer Hochdeutsch auch Offenwein) dient als Grundwein für die Versektung in Sektkellereien und als Brennwein für die Destillation von Weinbrand aber auch zur Belieferung von Großkellereien. Die Vermarktung von Fasswein erspart dem Winzer als Erzeuger zwar die Kosten der Abfüllung, allerdings ist der Erlös vom jeweiligen Marktpreis abhängig. Der Verkauf von Fasswein in Jahrgängen mit großer Erntemenge ist notwendig, wenn der Fassraum im eigenen Keller nicht mehr ausreicht. 
Bis zur Einführung der Flaschenabfüllung mit dem Korken als auslauf- und aromasicherem Verschluss im 17. Jahrhundert war die Lagerung und der Transport von Wein in Fässern ohne Alternative. Für den Transport von Weinfässern gab es den Beruf der Weinschröter. Die Herstellung der Holzfässer lag in den Händen von Küfern.
Weinfässer im Rheingau hatten in der Regel folgende Normgrößen: Stückfässer (1200 Liter) Halbstückfässer (600 Liter) und Doppelstückfässer (2400 Liter).
Das Belassen von Fasswein im Keller als langfristige Lagermethode ist heute unüblich. Ausnahmen bilden im Bremer Ratskeller der sogenannte Rose-Wein, ein Rüdesheimer aus dem Jahrgang 1653, der noch trinkbar sein soll und im Jahr 1978 der britischen Königin Elisabeth II. zur Verkostung angeboten wurde.